# 葉庚年
葉庚年（英語：Godfrey Yeh K. N.，1900年—1988年12月4日），字貽豐，浙江寧波鎮海庄市人。香港實業家，香港新昌營造創辦人，是葉謀遵博士之父親，是香港特別行政區行政會議非官守議員葉維義之祖父。
葉庚年是清朝末年地方教育家葉雨庵之子，寧波富翁葉澄衷之族孫。葉庚年小時在葉澄衷創辦的中興學堂唸書，與日後著名寧波幫企業家包玉剛、邵逸夫等為學友。其後先後入讀上海澄衷中學，教會學校聖芳濟書院。1920年，到香港就讀香港大學土木工程。

## 外部參考
- 新一代「葉氏家族」 （页面存档备份，存于）
- 信報：葉庚年家族 （页面存档备份，存于）
- 文化承傳：葉庚年世家[永久]

1. ↑  葉庚年訃聞. 華僑日報. 1988-12-07. 第2頁.